# Wouter Crabeth I.
Wouter Pietersz Crabeth I. (1510 – 1590) byl nizozemský renesanční umělec. Během protestantské reformace spolupracoval v letech 1555–1571 se svým bratrem Dirkem Crabethem na šesti vitrážích kostela Sint Janskerk v Goudě. Jeho vitrážová okna vytvořená v úzké spolupráci s bratrem jsou jedním z důvodů, proč byl kostel zařazen do seznamu památek UNESCO.

## Životopis
On a jeho talentovaný bratr Dirk byli synové Pietera Dirckza z Goudy. Wouterův věhlas začal stoupat v době, kdy se jeho bratr stal hlavním stavitelem v Janskerku a byl najat, aby pomohl s okenním designem pro ambiciózní řadu oken znázorňující život Sv. Jana Křtitele. Wouter pravděpodobně pomáhal svému bratrovi od roku 1555. Samostatné práci se věnoval až po návratu z Itálie, kde se zdokonalil v malířském umění. Jeho obrazy dokazují lepší dovednosti v perspektivě a často ukazovaly i architektonické pozadí, které jeho umění užití perspektivy zdůrazňovalo. Podle díla Arnolda Houbrakena jeho dílo vyvolávalo v divákovi dojem výšky, zatímco Dirkova díla zdůrazňovala spíše hloubku. Jeho bratr Dirk neměl děti, ale Wouter měl syna jménem Pieter, který se stal starostou města Gouda. Pieter měl syna, také se jménem Wouter Pietersz, který se stal malířem jako jeho jmenovec. Tento vnuk Woutera Crabetha II také cestoval do Itálie, stejně jako jeho dědeček před ním. S vnučkou Crabetha II. pojmenovanou Maria Crabeth, se oženil Reinier van Persijn, malíř a rytec z Alkmaaru.

## Wouterovy vitráže v kostele Sint Janskerk v Goudě

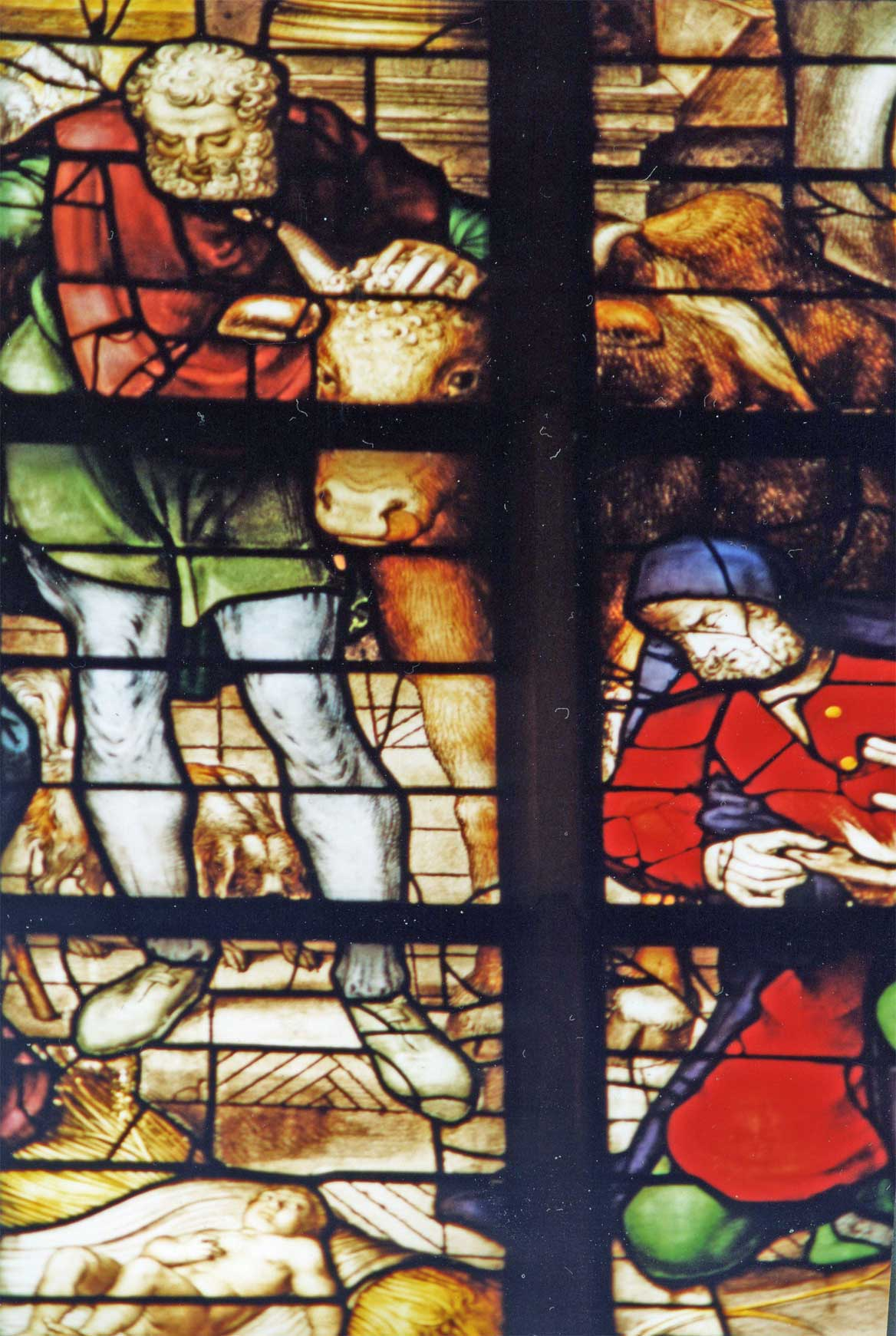
Betlémská scéna (narození Krista)
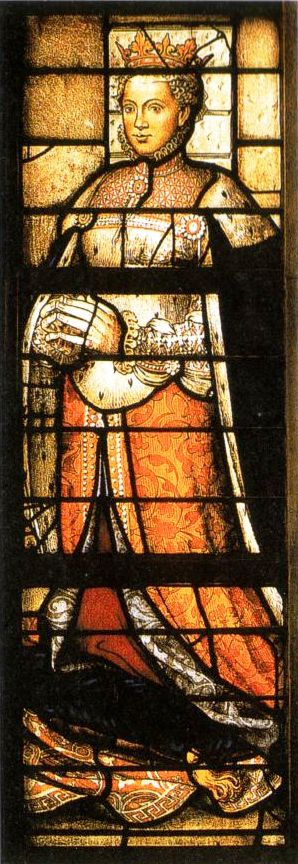
Markéta Parmská
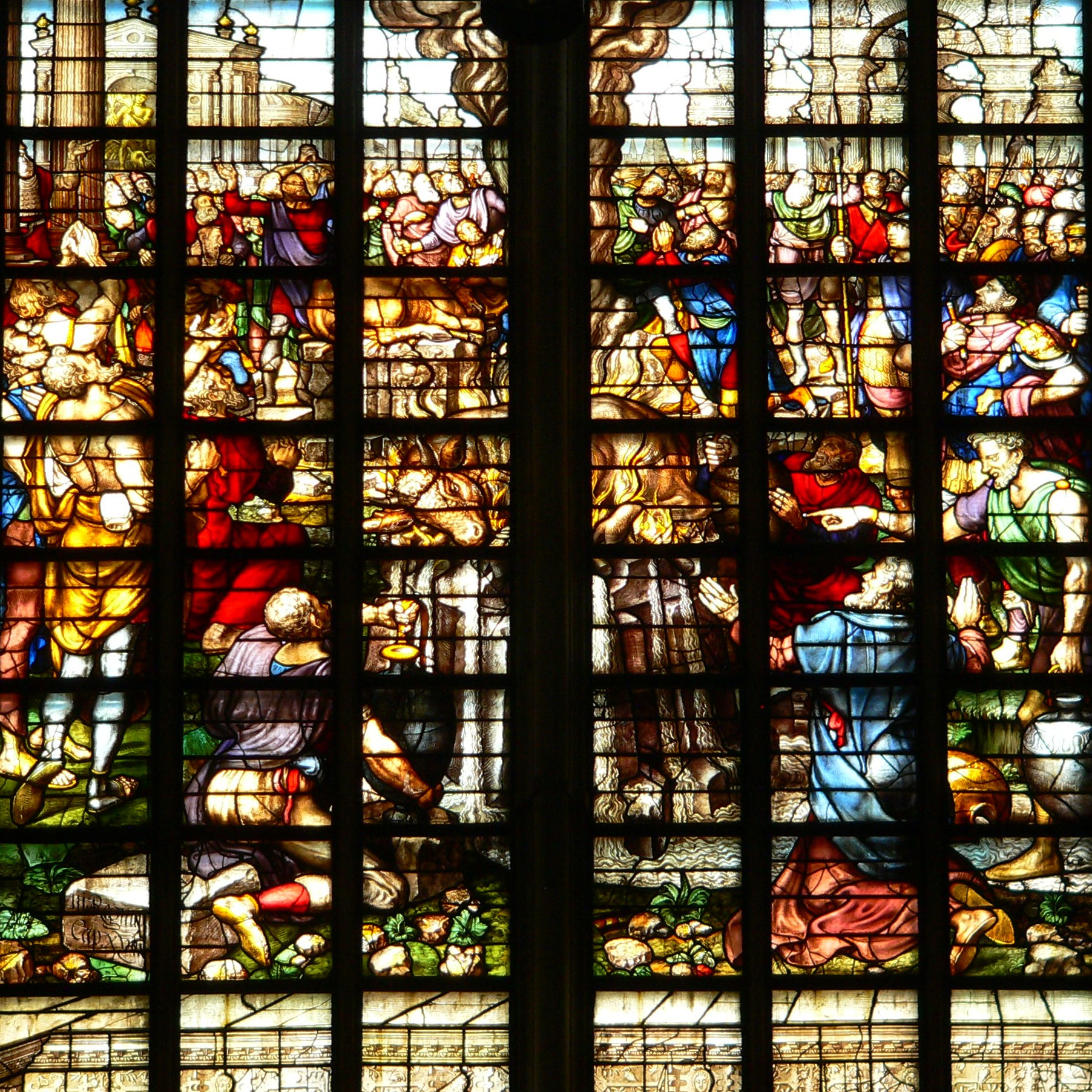
Eliášova oběť na hoře Karmel
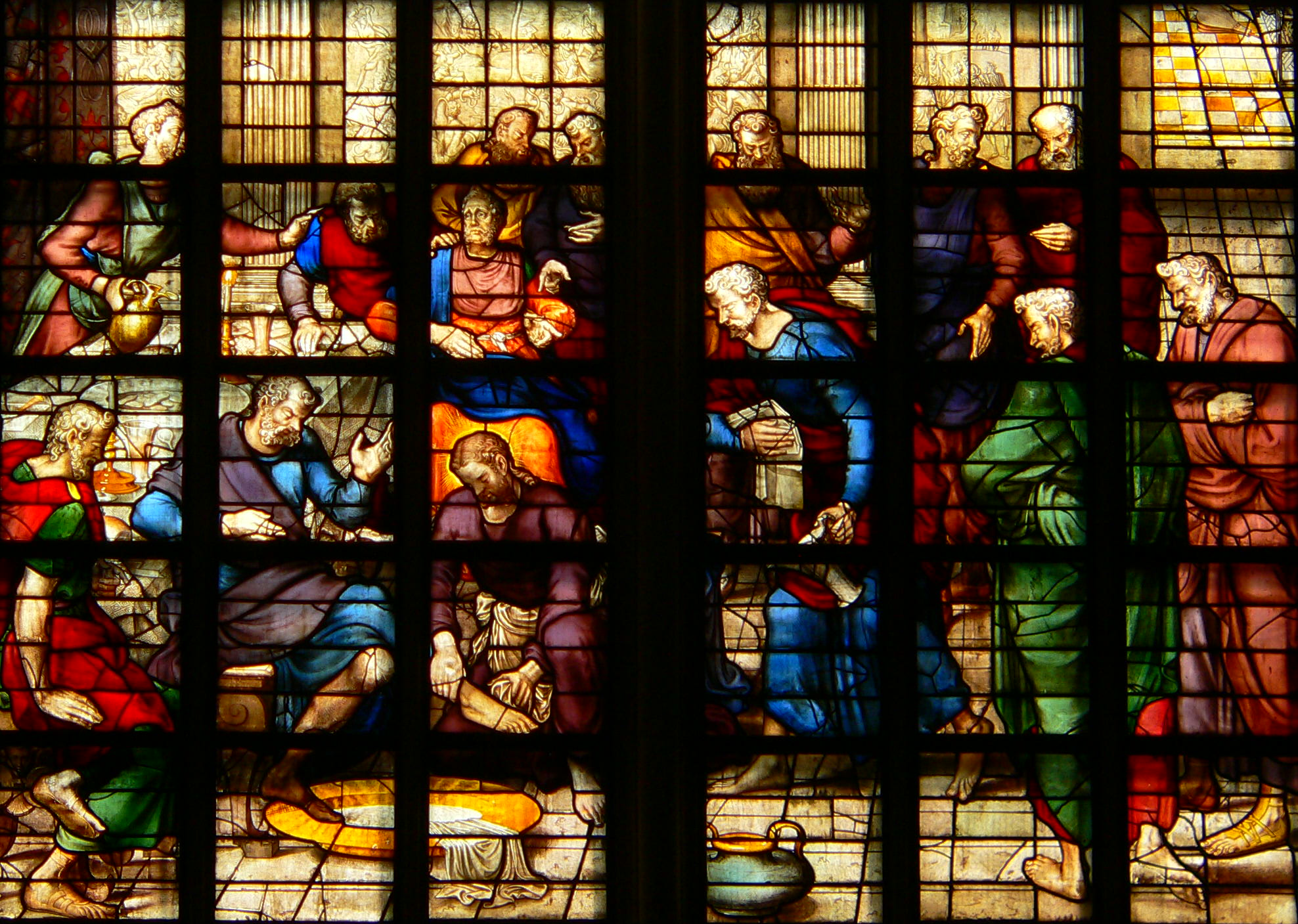
Ježíš umývající nohy učedníkům
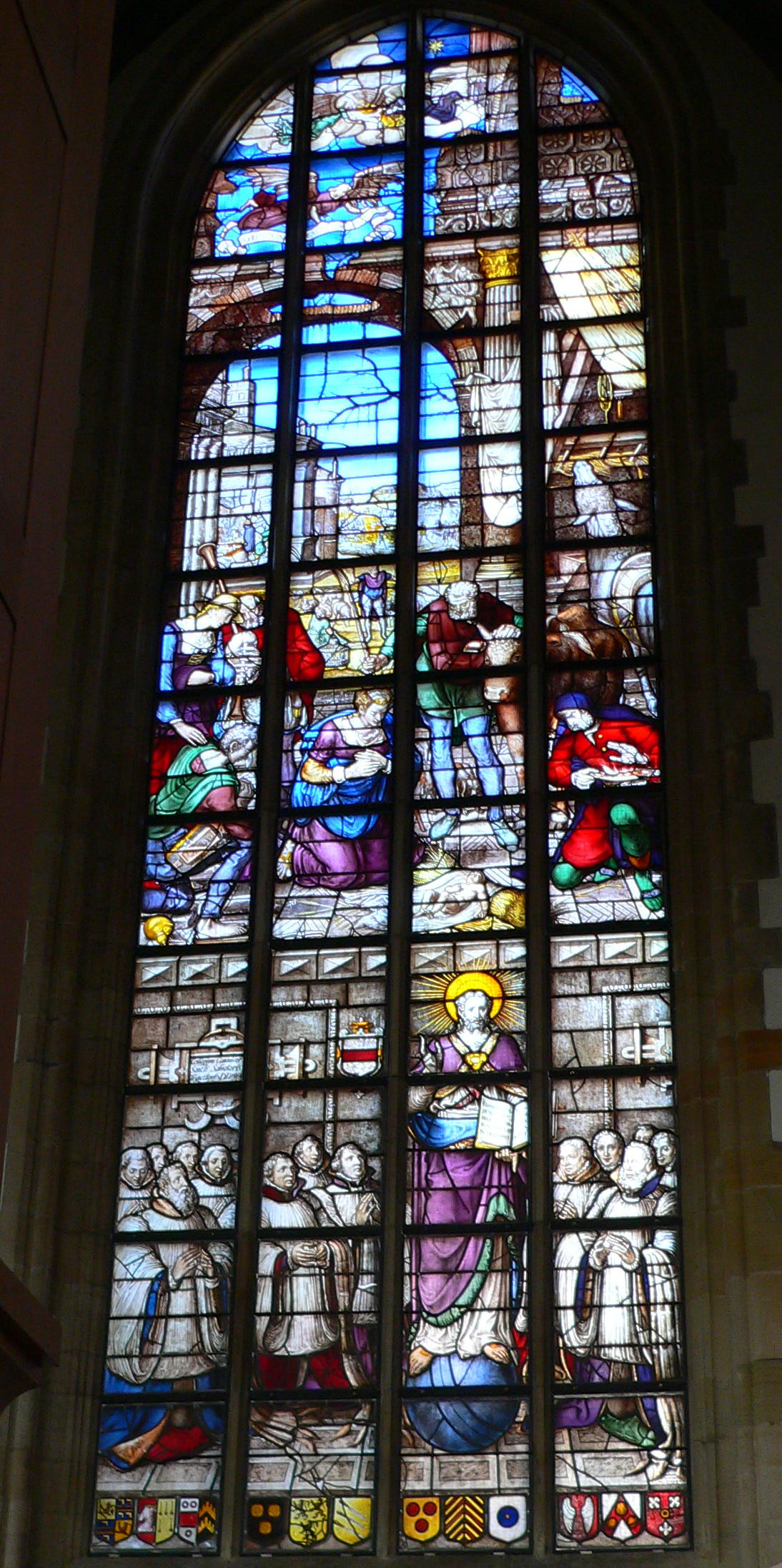
Uctívání pastýřů

## Tajemství
Dodnes zůstává tajemstvím, proč tato okna z vitráží přežila Beeldenstorm – velký ikonoklasmus a proč Wouter a jeho bratr měli dovoleno pokračovat v práci po přechodu z katolické církve na protestantskou. Kostel má okna od obou nepřátel malířů: Filipa II. Španělského a Viléma I. Oranžského.
Arnold Houbraken napsal dvě stránky o bratrech Dirkovi a Wouterovi Crabethových v jeho De groote schouburgh der Nederlantsche konstschilders en schilderessen (Velké divadlo nizozemských malířů) napsané mezi roky 1718 a 1721, protože byl překvapen, že byli přehlíženi v díle Karla van Mandera Het schilder-boeck (Malířská kniha), kde se zmiňuje pouze o jejich bratrovi Adriaenovi Pietersz Crabethovi. Van Mander se také zmínil, že otec tohoto Adriaena byl nazýván „Krepel Pieterem“ a že žil dlouhou dobu ve Francii a zemřel v Autunu a byl znám jako autor vitráží v katedrále v Autunu.